# John R. Mosby
John R. Mosby, noto anche con lo pseudonimo di Jack Mosby (Kentucky, 1878 – ...), è stato un militare e rivoluzionario statunitense, militante per l'organizzazione anarchica "Industrial Workers of the World" e capo della seconda Divisione dell'Esercito Liberale durante la Ribellione magonista del 1911.
I dati sulle origini di Mosby sono poco chiari. Secondo le sue stesse dichiarazioni alla stampa durante la campagna magonista in Bassa California, era nato nel Kentucky e all'epoca aveva 33 anni. Suo padre era N. T. Mosby, impresario e suo zio John Singleton Mosby, colonnello dell'Esercito confederato durante la Guerra di secessione americana. Mosby affermò di essere stato coinvolto nel contrabbando di armi durante la Guerra ispano-americana con un tenente di artiglieria boero del Sudafrica e di aver partecipato alla Guerra dei mille giorni per la separazione di Panama dalla Colombia. Anche se molto probabilmente esagerò, ebbe qualche esperienza militare.
La ribellione in Bassa California era stata pianificata dal Partito Liberale Messicano (PLM) a Los Angeles in California e guidata dallo stesso dopo. Il 29 gennaio 1911 José María Leyva e Simón Berthold catturarono Mexicali con un gruppo di circa 30 ribelli. Da questo avvenimento il numero di guerriglieri dell'Esercito Liberale aumentò notevolmente, data la scarsa popolazione nel distretto settentrionale della Bassa California. Una buona parte delle nuove reclute erano statunitensi, alcuni in cerca di fortuna e altri invece convinti sostenitori delle idee rivoluzionarie del Partido Liberal e tra questi ultimi furono arruolati i cosiddetti wobbies come John R. Mosby.
Dopo la morte dei primi capi della campagna, Mosby fu eletto capo della cosiddetta Legione straniera o Legione americana
Mosby servì come comandante fino alla sconfitta della ribellione nella Seconda battaglia di Tijuana il 22 giugno 1911. Tornò negli Stati Uniti dove fu imprigionato sull'Isola McNeil insieme ad altri membri del PLM. Gli fu offerta la libertà in cambio di una dichiarazione contro i Fratelli Flores Magón ma rifiutò.